# پر اگرس
پر اِگِـرس (سوئدی: Per Eggers؛ زادهٔ ۳ فوریهٔ ۱۹۵۱) بازیگر اهل سوئد است.
از فیلم‌ها یا مجموعه‌های تلویزیونی که وی در آن‌ها نقش داشته است، می‌توان به داستان تراژدیک هملت - شاهزاده دانمارک اشاره نمود.